# Bicipista

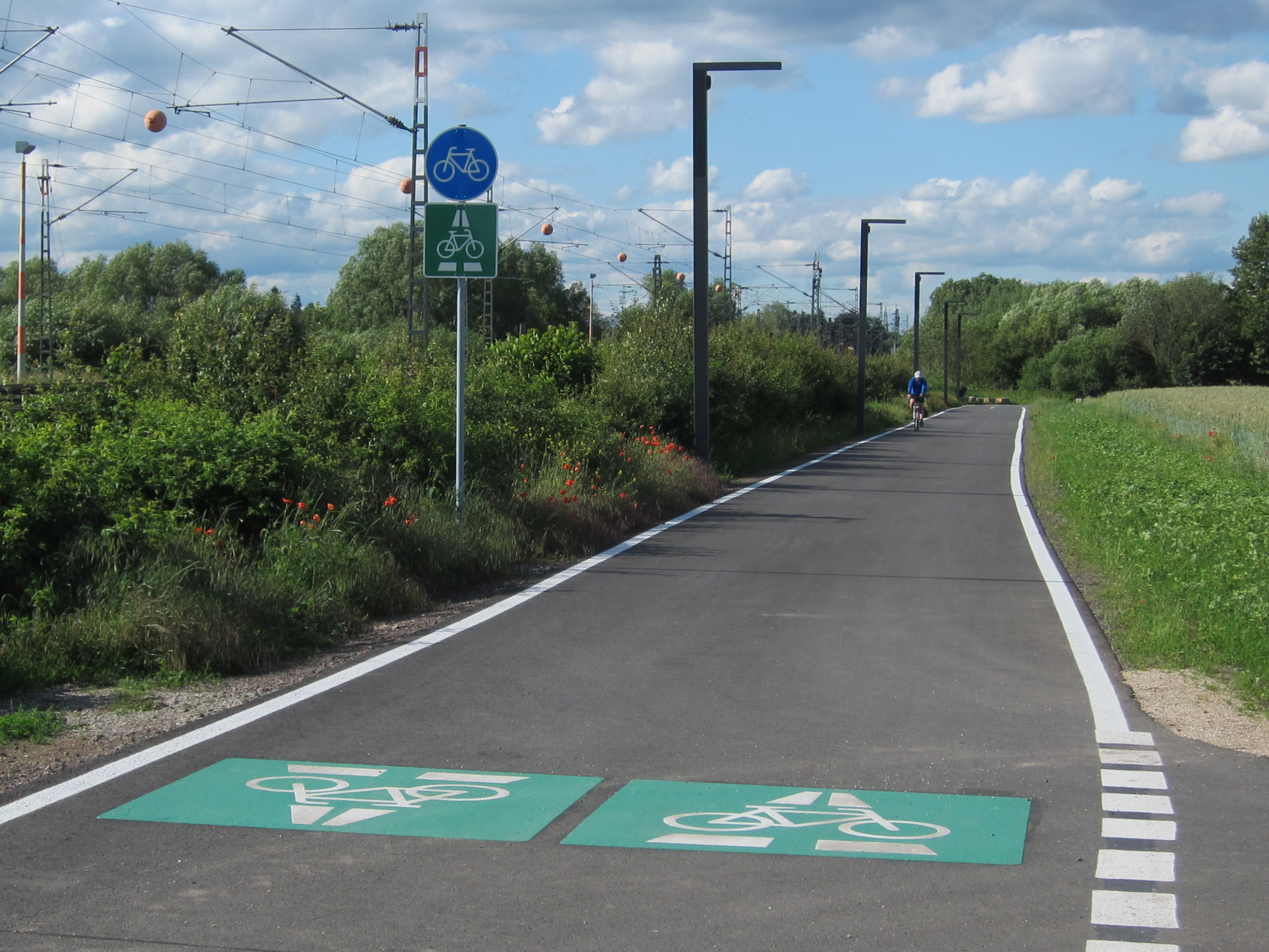
Bicipista en Egelsbach, Alemania

Una bicipista, también llamada carril bici rápido, super carril bici o autopista para bicicletas, es un nombre informal para una ciclovía que está pensado para el tráfico de larga distancia. Suelen ser carreteras dedicadas exclusivamente a ciclistas que permiten una movilidad segura y atractiva para moverse rápidamente en bicicleta. Sirven como alternativa a otros medios de transporte, en los Países Bajos las experiencias muestran que la construcción de una bicipista puede hacer cambiar un 5–15 % del tráfico en automóvil a bicicletas.
En Europa, Dinamarca, Países Bajos, Bélgica y Alemania son los países más avanzados en la construcción de bicipistas con múltiples rutas en funcionamiento y muchas otras en planificación. En los Países Bajos se construyeron las primeras en los años 1980 y actualmente hay un total de unos 300 kilómetros en funcionamiento y más de 600 en planificación para los próximos años.
En Latinoamérica el proyecto más ambicioso es Ciclo Alameda Medio Milenio en Bogotá, que comunicará el sur con el norte de la ciudad con una extensión total de 27,7 km. En este sentido vale la pena mencionar la extensa red de ciclorrutas de Bogotá.

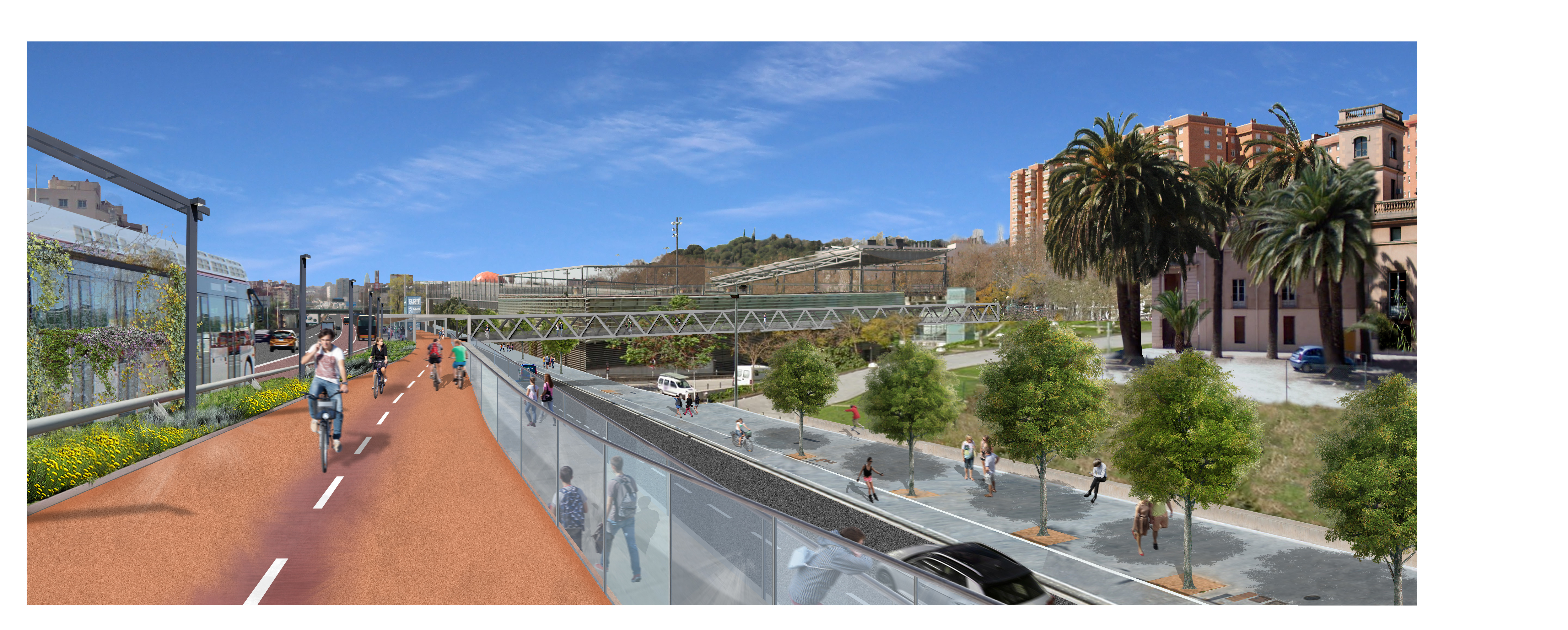
Render de la bicipista planificada en la C31 entre Montgat y San Adrián de Besós en Cataluña

 En España se ha construido una bicipista en Vizcaya que conectará los municipios de Amorebieta-Echano, Yurreta y Durango y entró en funcionamiento en primavera del 2023. Para 2024 esta aprobado la extensión a los municipios de Larrabezúa y Boroa.